# Tecnobrega
Tecnobrega, auch Tecno Brega, außerhalb Brasiliens fälschlicherweise oft als Technobrega bekannt, ist ein besonders in Nordbrasilien populäres Musikgenre. Der portugiesische Begriff brega lässt sich mit kitschig übersetzen, steht in Brasilien aber auch für einen schlechten Geschmack. Seinen Ursprung hat Tecnobrega in Belém, der Hauptstadt des Bundesstaates Pará. Die Metropolregion Belém ist bis heute der Schwerpunkt der Tecnobrega-Szene, wo es vor allem in den Armenvierteln der Region produziert und konsumiert wird.
International wurde Tecnobrega besonders wegen seiner Produktions- und Vertriebswege bekannt, die auf jegliches Urheberrecht verzichten. In der Dokumentation Good Copy, Bad Copy kommen einige der Akteure der Tecnobrega-Szene zu Wort.

## Musik
Tecnobrega entwickelte sich ungefähr ab dem Jahr 2000, hat in Brega Pop aber einen Vorläufer. Im Gegensatz zu Brega Pop spielen im Tecnobrega als elektronische Musik aber Synthesizer und Drumcomputer eine zentrale Rolle. Dazu wird auch die Technik des Sampling genutzt. Die Einflüsse regionaler, traditioneller Musik aus dem Amazonasgebiet sind groß, insbesondere sind hier Carimbó, Siriá und Lambada zu nennen. Die Mehrheit der Tecnobrega-Songs wird in einfachen Heimstudios von Einzelpersonen, den DJs, produziert.
Das Genre entwickelte sich in den letzten Jahren rasant weiter und es entstanden neue Tecnobrega-Stile wie Eletro Melody, Bregabass oder Cyber Tecno. Innerhalb Brasiliens legte Tecnobrega zudem sein Image als billig produzierte Ghettomusik und Unterschichtskultur ab. Einzelne Künstler, wie zum Beispiel Gaby Amarantos aus Belém, wurden zu nationalen Superstars. Auch international wurde nun vermehrt die Musik und ihre Entwicklung beachtet und nicht mehr allein auf die besonderen Produktionsbedingungen und Vertriebswege fokussiert. Dabei erhielten besonders Musiker und Bands wie Banda Uó und João Brasil weltweite Aufmerksamkeit, die nicht aus dem ursprünglichen kulturellen und sozialen Umfeld in Belém stammen. Doch auch einzelnen Künstlern wie der Gruppe Gang do Eletro, ihrem Produzenten Waldo Squash oder der bereits genannten Gaby Amarantos gelang der Sprung auf die weltweiten Bühnen. Insgesamt nahm Tecnobrega zuletzt auch verstärkt Einflüsse internationaler elektronischer Musikstile wie Techno, House und Trap auf und beeinflusst wiederum westliche Popmusik.

## Urheberrecht
Die von den DJs produzierte Musik wird ohne Urheberrecht an Händler- und Kopiernetzwerke weitergegeben, die sie zumeist auf einfachen CD-R-Samplern zusammenstellen und vervielfältigen. Über ein weitreichendes Netz von Straßenhändlern wird die Musik in ganz Nordbrasilien zu niedrigen Preisen verbreitet. In den letzten Jahren werden die Musikstücke auch zunehmend von den Künstlern und Fans direkt im Internet als freier Download verbreitet. Die Künstler verdienen bis zu diesem Zeitpunkt nichts an ihren Werken, eine kostenlose Werbung und weitreichende Verbreitung ist durch diese Methode aber garantiert. Die DJs erzielen erst durch die Auftritte bei den Tecnobrega-Partys Einnahmen durch ihre Musik.

## Partys
Pro Monat finden allein im Großraum Belém mehr als 3.000 Partys und rund tausend Konzerte statt. Die größten Events ziehen bis zu 15.000 Besucher an und finden meist in der Peripherie statt. Die Partys werden von riesigen Soundsystemen mit aufwendiger Lichtshow dominiert, die Betreiber dieser Aparelhagems de Som buchen die Künstler für ihre Partys. Die Entlohnungsmodelle sind unterschiedlich und reichen von einem Festgehalt bis hin zu Gewinnbeteiligungen. Zudem werden von den Live-Sets der DJs am Ende der Partys Mitschnitte verkauft, deren Einnahmen direkt an den Künstler fließen. Pro Monat erzielen die Konzerte und Partys schätzungsweise einen Umsatz von 3 Millionen Euro, bis zu 6.000 Arbeitsplätze hängen an diesem Wirtschaftszweig.